# Okres Pezinok
Der Okres Pezinok ist eine Verwaltungseinheit im Westen der Slowakei mit 70.063 Einwohnern (31. Dezember 2024) und einer Fläche von 375,53 km².

## Geographie und Verkehr
Der Okres erstreckt sich nordöstlich von Bratislava und ist einer der kleineren Bezirke der Slowakei. Der Westteil liegt im Gebirge Kleine Karpaten, der Ostteil im Donautiefland, mehrheitlich in dessen hügeligem Teil. Durch den Okres fließen wenig Flüsse, die zudem auch nur kurz sind; die größten sind Gidra, Sisek und Čierna voda. Die Kleinen Karpaten werden von braunen Waldböden bedeckt, das lössbödige von Braunerde sowie Schwarzerde bei Auen. Der höchste Punkt ist der Berg Čertov kopec (752 m n.m.), der niedrigste liegt bei Svätý Jur mit 129 m n.m. Im Nordosten grenzt er an den Bezirk Trnava im Trnavský kraj, im Südosten an den Okres Senec, im Südwesten an den Bezirk Bratislava III sowie im Nordwesten an den Okres Malacky.
Verkehrsmäßig verläuft nur ein Teil der zweigleisigen Bahnstrecke Bratislava–Žilina, die in den 2000er Jahren ausgebaut wurde. Im Okres gibt es ein kleines Teilstück der Autobahn D4 mit Anschlussstellen Bratislava-Vajnory und Bratislava-Rača bei Svätý Jur. Es sind keine Straßen 1. Ordnung vorhanden, die „Hauptachse“ ist die Landesstraße II/502, die die drei Städte im Okres verbindet und ist von Bratislava bis Pezinok vierspurig ausgebaut. Weitere Straßen sind die Landesstraße II/503, die vom Pass Baba (527 m n.m.) in den Kleinen Karpaten über Pezinok nach Senec verläuft und die Landesstraße II/504, die in Modra Richtung Trnava abzweigt. Autobahnanschlüsse der Autobahn D1 bestehen außerhalb des Okres und zwar in Vajnory, Bernolákovo und Senec.

## Geschichte
Historisch gesehen liegt der Bezirk im ehemaligen Komitat Pressburg (siehe auch Liste der historischen Komitate Ungarns). Dort war der Bezirk zwischen den Stuhlbezirken Szenc (dt. Wartberg, mehrheitlich), Nagyszombat (dt. Tyrnau) und Pozsony (dt. Pressburg, jeweils zu kleinen Teilen) aufgeteilt; die Städte Szentgyörgy (dt. Sankt Georgen), Bazin (dt. Bösing) und Modor (dt. Modern) waren Stadtbezirke. Nach der Entstehung der Tschechoslowakei entstand im Jahre 1923 der Bezirk Modra, das bis auf die Kleinen Karpaten andere Grenzen hatte. Dieser war im Osten um drei Gemeinden (Dlhá, Dolné Orešany, Horné Orešany), im Süden um fünf Gemeinden (Kaplna, Igram, Čataj, Veľký Grob und Blatné) größer, allerdings ohne die Stadt Svätý Jur, die zum Okres Bratislava-vidiek gehörte. 1928 wurden die Gemeinden Dolné Orešany und Horné Orešany dem Bezirk Trnava zugeschlagen. In den Jahren 1923–28 sowie 1940–45 (Erste Slowakische Republik) war der Okres Teil der Verwaltungseinheit Bratislavská župa (Bratislavaer Gespanschaft). In der Verwaltungsgliederung der Tschechoslowakei verlor 1949 der Bezirk die fünf Gemeinden im Süden zugunsten des Okres Senec, der Sitz wurde nach Pezinok verlegt und war in den Jahren 1949–60 Teil des Bratislavský kraj (mit dem heutigen nicht zu verwechseln). Nach der Verwaltungsreform im Jahr 1960 wurde der Bezirk aufgelöst und in den Okres Bratislava-vidiek im Západoslovenský kraj eingegliedert, die Gemeinde Dlhá kam zum Okres Trnava. Der heutige Okres wurde in der nunmehr unabhängigen Slowakei 1996 im Rahmen der neuen Verwaltungsgliederung eingerichtet und dem Bratislavský kraj zugeordnet.

## Bevölkerung
| Jahr                | 1994   | 2004    | 2014    | 2024     |
| ------------------- | ------ | ------- | ------- | -------- |
| Anzahl der Personen | 53.171 | 55.390  | 60.445  | 70.063   |
| Unterschied         |        | +4,17 % | +9,12 % | +15,91 % |

| Jahr                | 2023   | 2024    |
| ------------------- | ------ | ------- |
| Anzahl der Personen | 69.953 | 70.063  |
| Unterschied         |        | +0,15 % |

## Städte
- Modra (Modern)
- Pezinok (Bösing)
- Svätý Jur (Sankt Georgen)

## Gemeinden
| - Báhoň - Budmerice (Pudmeritz) - Častá (Schattmannsdorf) - Doľany (Ottent[h]al) - Dubová (Wernersdorf) - Jablonec (Halmesch) - Limbach | - Píla (Sägmühl) - Slovenský Grob (Slowakisch-Eisgrub) - Šenkvice (Schenkwitz) - Štefanová (Stephansdorf) - Viničné (Schweinsbach) - Vinosady (Zuckersdorf-Terling) - Vištuk (Wischtuck) |

Das Bezirksamt ist in Pezinok, eine Zweigstelle in Modra.

## Kultur
In dem Artikel Denkmalgeschützte Objekte im Okres Pezinok findet man Informationen über die vom slowakischen Denkmalamt geschützten Objekte im Okres.